# Tumba excavada en la roca
Una tumba excavada en la roca o tumba rupestre es una cámara funeraria que se excava en una formación rocosa existente de origen natural, por lo que es un tipo de arquitectura excavada en la roca. Por lo general, se cortan en un acantilado o una pared de roca inclinada, pero pueden descender desde un terreno bastante plano. Era una forma común de entierro para los ricos en la antigüedad en varias partes del mundo.
Se encuentran ejemplos importantes en Egipto, sobre todo en la ciudad de Deir el-Medina (Seet Maat), ubicada entre el Valle de los Reyes y el Valle de las Reinas. Otros grupos notables incluyen numerosas tumbas excavadas en la roca en el Israel moderno, en la necrópolis de Naghsh-e Rostam en Irán, en Myra en Turquía, Petra en la Jordania moderna, Mada'in Saleh en Arabia Saudita, Sicilia (Pantalica) y Larnaca. La arquitectura india excavada en la roca es muy extensa, pero no presenta tumbas.

## Cronología
- Tumbas egipcias excavadas en la roca (1450 a. C., Tebas, Egipto).[3]
- Tumbas frigias excavadas en la roca, como el monumento a Midas (700 a. C.).[4]
- Tumbas etruscas excavadas en la roca, Etruria, Italia (500 a. C.).
- Tumba de Darío I (Naqsh-e Rostam (480 a. C.).
- Licio tumbas excavadas en la roca (siglo 4 aC).
- Petra, Jordania (100 d. C.).

## Kokh
Un kokh (plural: kokhim, en hebreo: כּוּךְ‎; en latín loculus, plural loculi) es un tipo de complejo funerario caracterizado por una serie de pozos largos y estrechos, en los que se colocaba a los difuntos para el entierro, que irradiaban desde una cámara central. Estos complejos de tumbas generalmente estaban tallados en una pared de roca y generalmente se cerraban con una losa de piedra y tenían canales cortados en el centro del pozo para drenar el agua que se filtraba a través de la roca. 
Un complejo de kokhim sobrevive en el extremo oeste de la Iglesia del Santo Sepulcro en Jerusalén. El muro de la iglesia atraviesa el centro del complejo, lo que significa que los constructores de iglesias del siglo IV han excavado toda el área de entrada. Se pueden encontrar muchas más tumbas kokh a lo largo de las estribaciones de Judea. 

## Galería

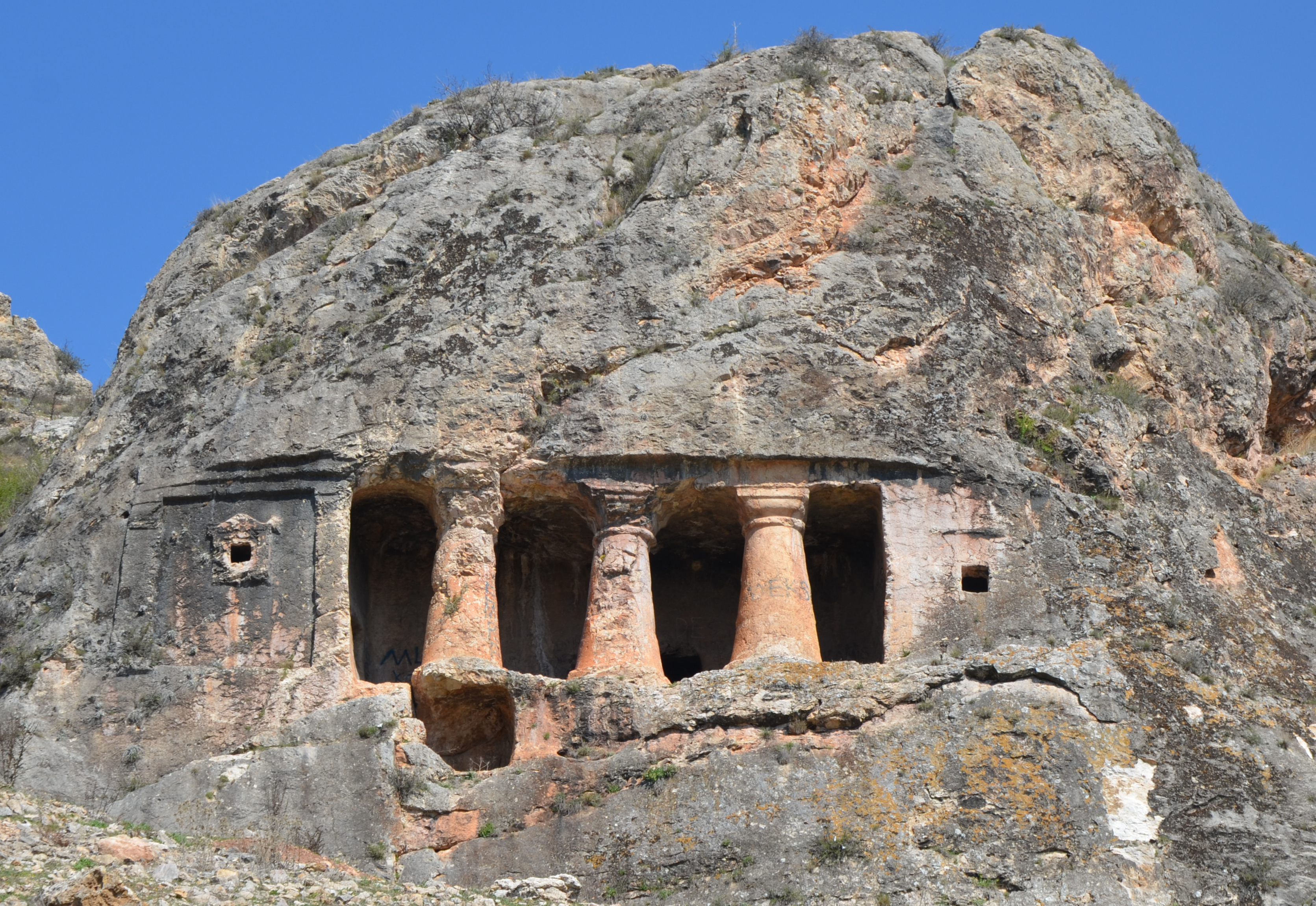
Tumba en la roca de Gerdek, período helenístico, siglo II a. C., Distrito de Çorum, Turquía
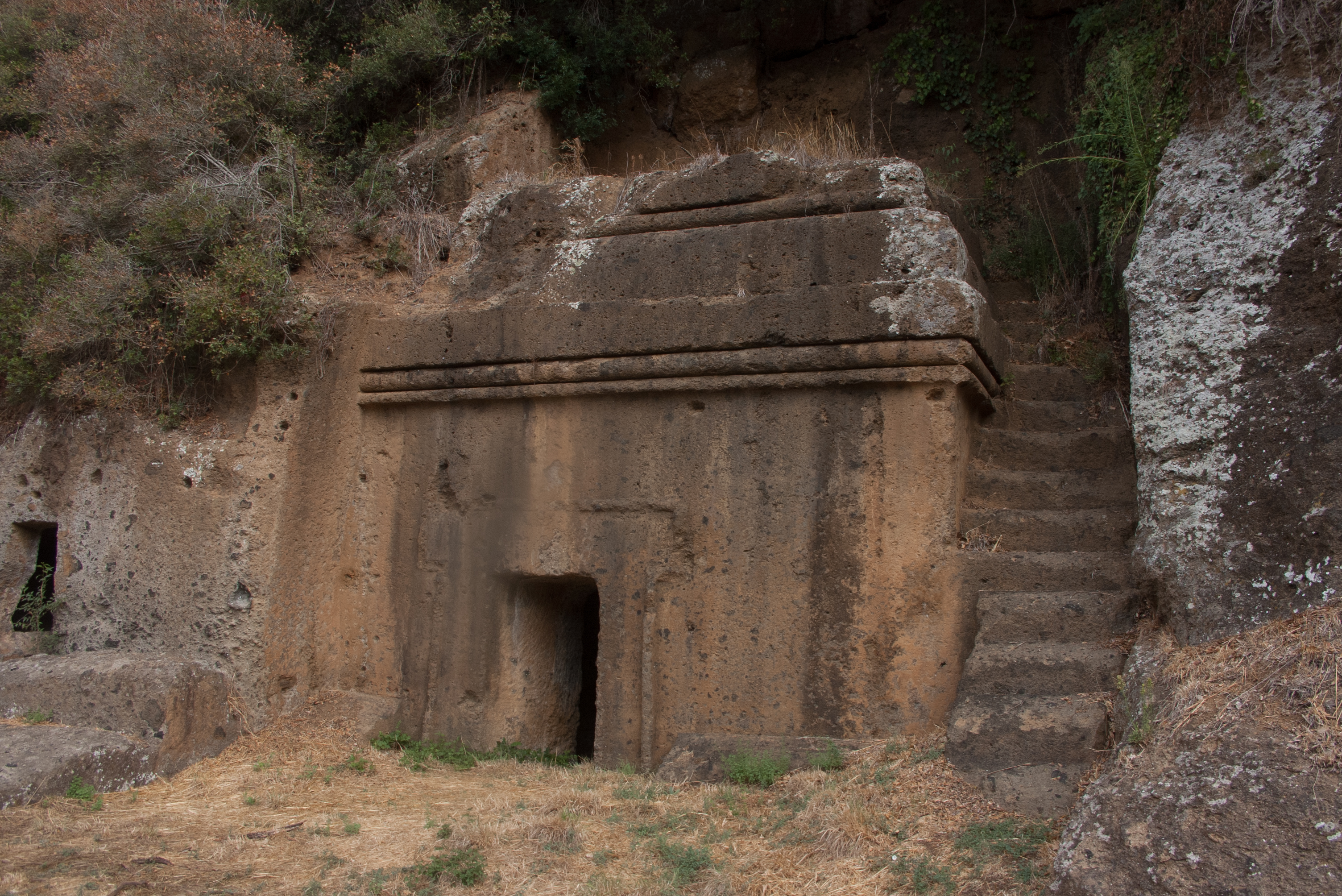
Tumba en roca etrusca en Blera, Italia
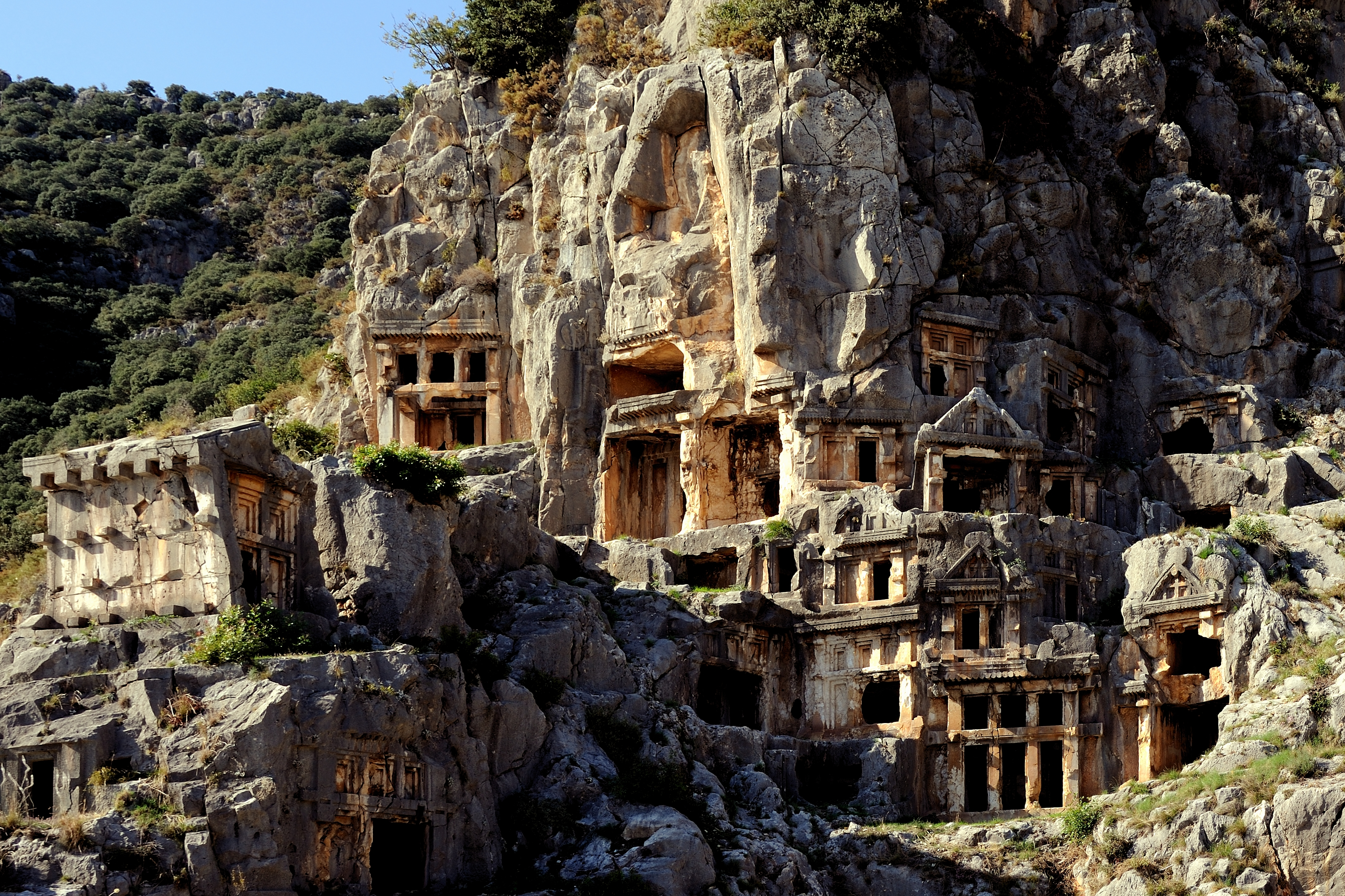
Tumbas en roca en Mira
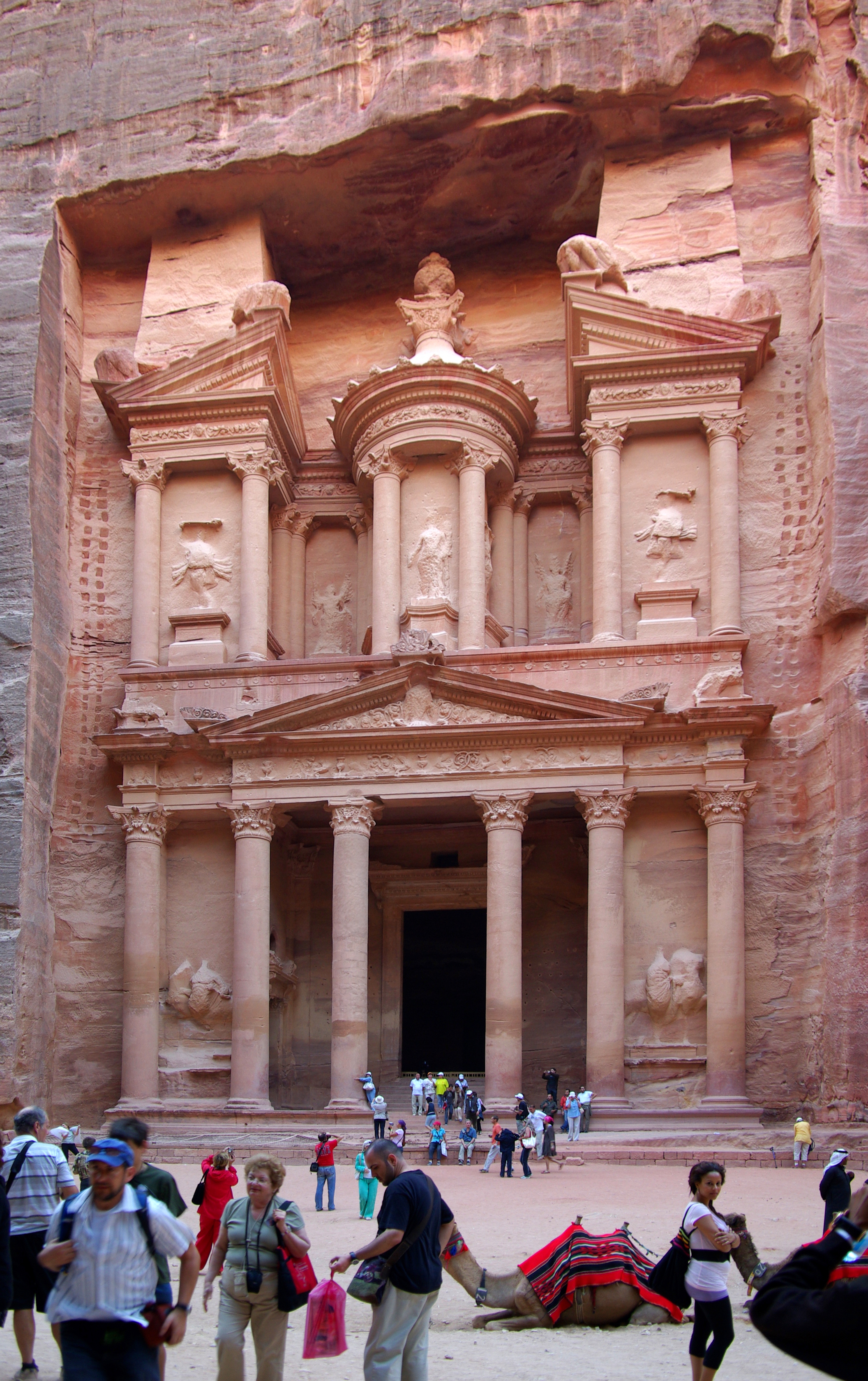
Tesoro de Petra
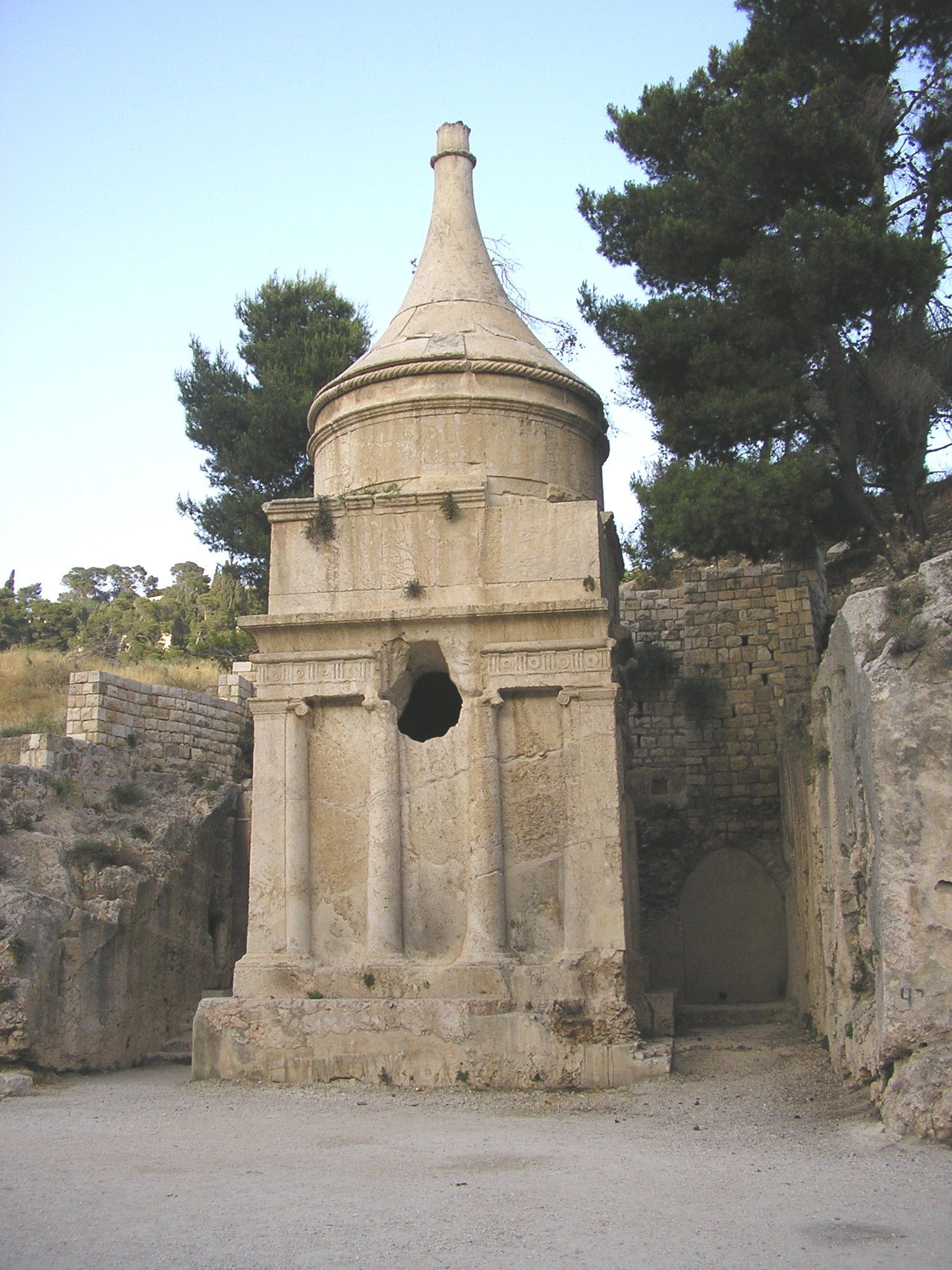
Tumba de Absalom en Jerusalén
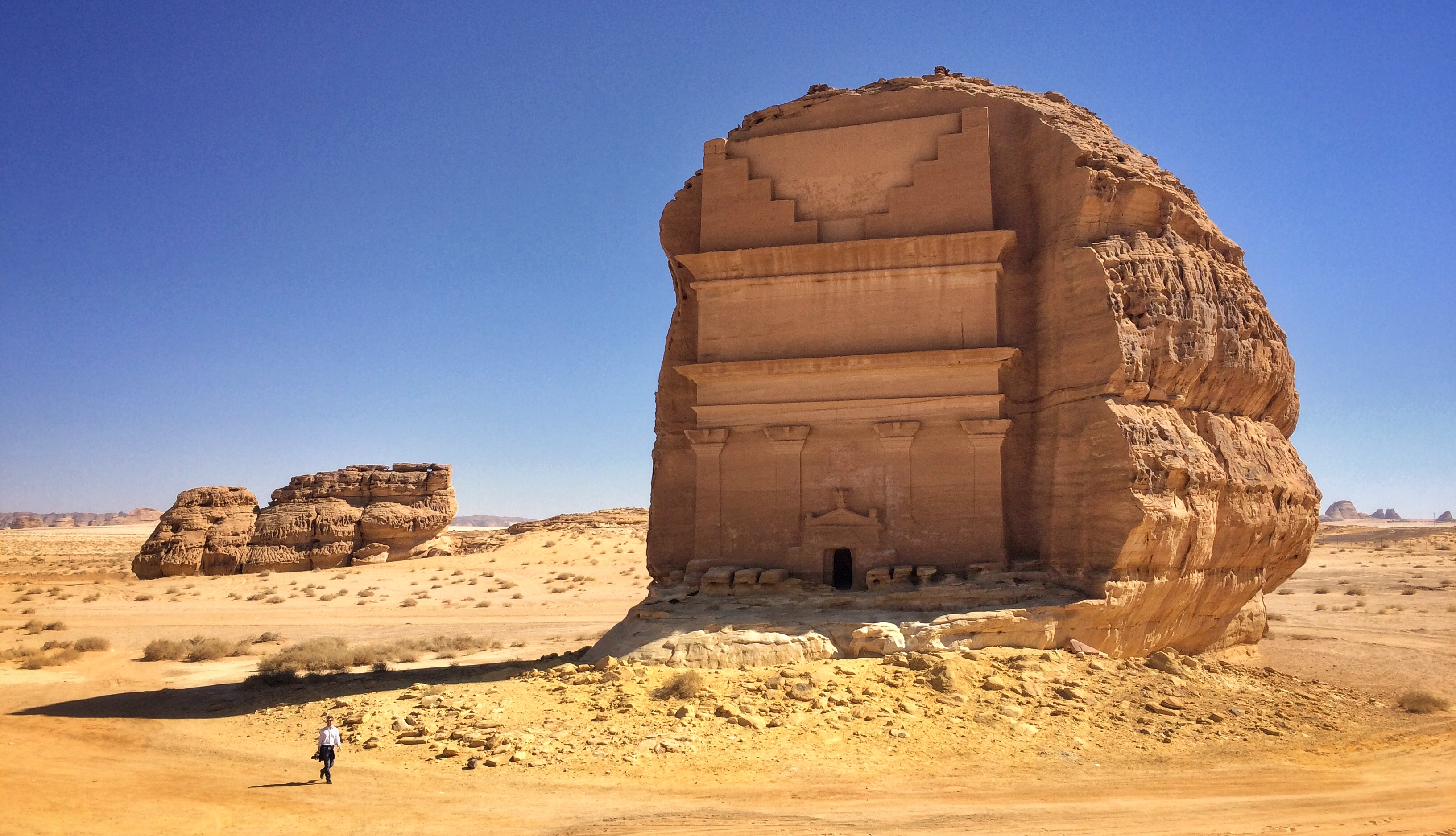
Qasr al-Farid, tumba en el yacimiento arqueológico de Mada'in Saleh, AlUla, Hiyaz, Arabia Saudí (siglo I d. C.)
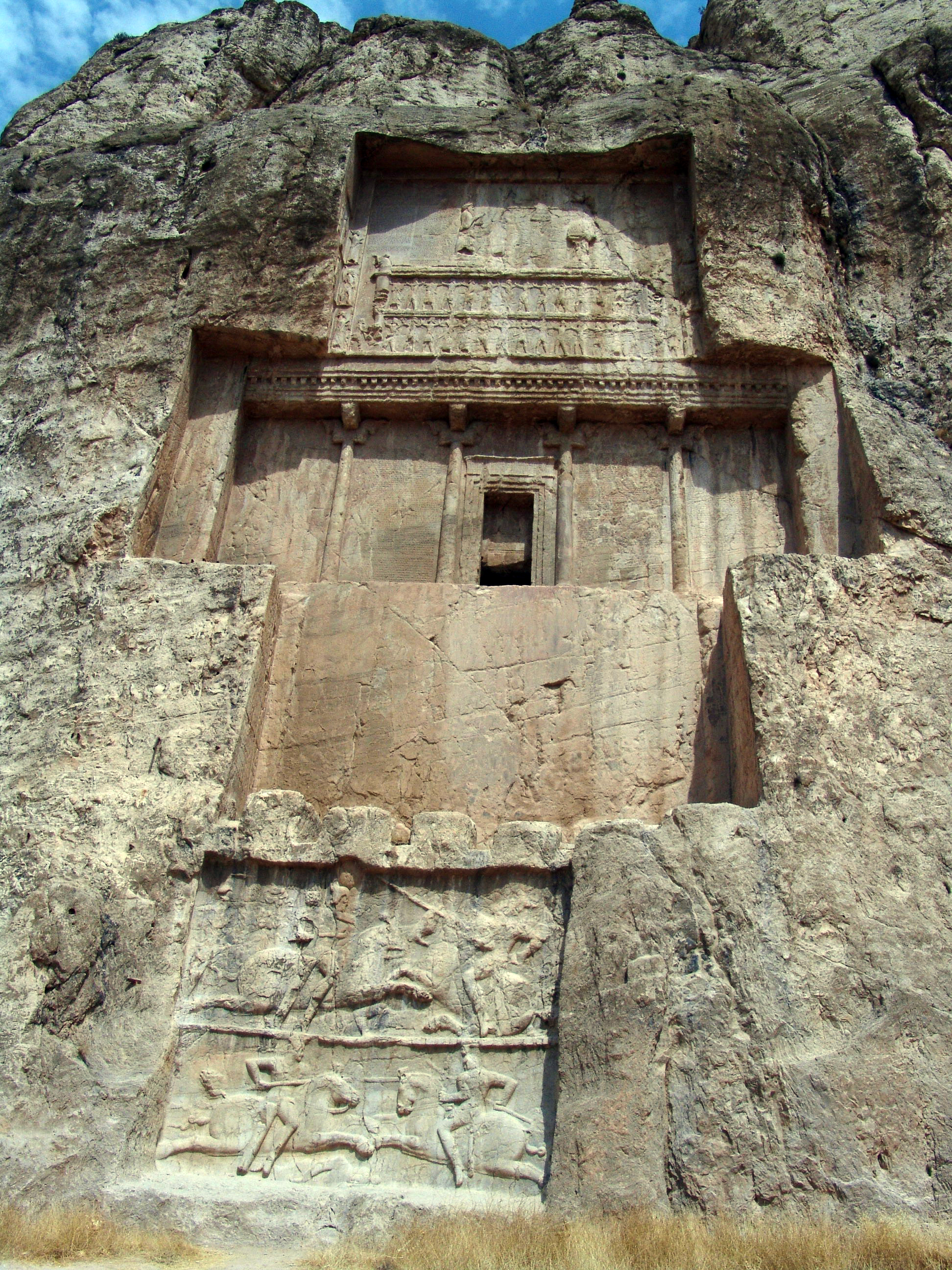
Tumba de Darío I parte de la antigua necrópolis de Naqsh-e Rostam, Irán
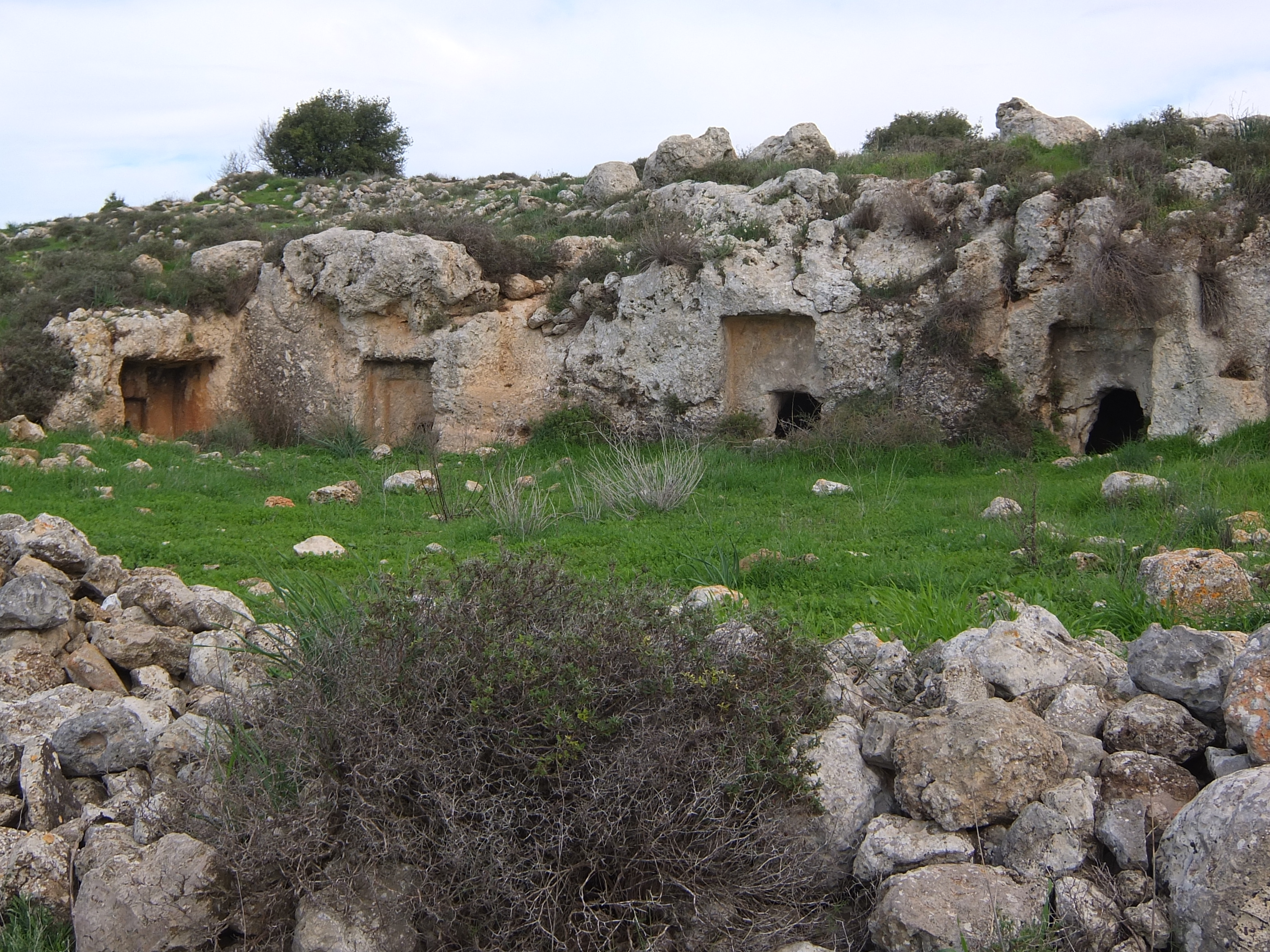
Kokhim - sepulcros (nichos de enterramiento) en Israel

## Península ibérica
Aparecen principalmente en época tardo-antigua y medieval son numerosos los puntos y casos estudiados de tumbas excavadas en roca en la Península ibérica, como en Cáceres, en Segovia, en Salamanca, en Córdoba, en Gibraltar, en Madrid, Cataluña, etc.